# Bills, Bills, Bills
Bills, Bills, Bills è un singolo delle Destiny's Child, pubblicato nel 1999 come primo estratto del secondo album in studio The Writing's on the Wall. Il brano è stato il primo del gruppo a raggiungere la vetta nella Billboard Hot 100 e il secondo nella Hot R&B/Hip-Hop Songs. La canzone ha avuto successo in tutto il mondo, e ha garantito alla band la sua prima nomination ai Grammy Awards, come Miglior Canzone R&B e Miglior Interpretazione R&B di un Gruppo o un Duo.

## Il brano
Il brano è stato scritto dai membri della band Beyoncé Knowles, Kelly Rowland e LeToya Luckett insieme a Kandi Burruss delle Xscape, e prodotto da She'kspere.  Strum si appoggia principalmente su una base di clavicembalo con grande uso di archi durante i ritornelli. Il singolo è il primo della band a mettere in luce gli intenti protofemministi e denigratori nei confronti dell'universo maschile, presenti in vari singoli successivi, da Bug a Boo a Independent Women Part I. In questo caso l'oggetto del disprezzo sono gli uomini tirchi e che non pagano i conti delle proprie ragazze. Beyoncé canta le strofa, riferendosi al proprio ragazzo, recriminandogli che la loro storia è partita molto bene all'inizio ma che ora lui si sta rilassando troppo fino al punto da farsi pagare tutto: usa la macchina di lei senza riempirla di benzina, usa le sue carte di credito per fare shopping e fare regali ai suoi amici, usa il suo cellulare chiamando chiunque conosca, senza ammettere di aver fatto lui quelle chiamate. Il ponte della canzone è cantato da Kelly, la quale apostrofa il proprio ragazzo con termini quali frivolo, buono a nulla, pezzente, chiedendosi perché non ha trovato qualcun altro. Il ritornello spiega che si può stare bene in coppia solo se l'uomo paga tutti i conti della propria ragazza, a cominciare da quelli del telefono e dell'automobile; se questo non accadrà, la storia volgerà al termine.
Il brano richiama molto un'altra hit del 1999, No Scrubs delle TLC, un altro pezzo dai contenuti femministi che tra l'altro è stato prodotto da She'kspere e scritto da Kandi Burruss come questo. Con il successo sono arrivate anche molte critiche alle tematiche affrontate dal testo, ritenute fin troppo offensive per il genere maschile. Le Destiny's Child hanno cercato di ribattere spiegando che la canzone non si riferisce a tutti gli uomini, ma solo a quelli che non pagano nulla alle proprie ragazze, e che l'intento era soprattutto quello di dare forza alle donne.

## Video musicale
Il video musicale è stato diretto da Darren Grant, ed è ambientato in un salone di bellezza, in omaggio alla madre di Beyoncé, Tina Knowles, stylist del gruppo e proprietaria in passato di uno dei saloni di bellezza più famosi di tutta Houston. Le ragazze interpretano il ruolo di quattro parrucchiere, che sparlano dei propri ragazzi mentre lavorano le capigliature delle proprie clienti. Il video si apre con la porta d'ingresso che lascia entrare la camera nel salone e si chiude con la camera che esce dal locale dalla stessa entrata, con la porta che si chiude. Prima che la canzone abbia inizio, c'è una piccola scena in cui Beyoncé litiga col proprio ragazzo che ha sperperato i soldi di lei. Il salone ha pareti bianche e arredamento rosa, e presenta una grande buca al centro, dove altre clienti vengono fatte accomodare. In un'altra scena le cantanti appaiono in una grande stanza scura, dove sono esposti dei loculi in cui sono rinchiusi dei ragazzi che rappresentano difetti tipici del genere maschile tramite il loro atteggiamento e delle targhe che definiscono il loro carattere: buono a nulla, spiantato, sfigato ecc. Nella terza e ultima scena le ragazze, fasciate in succinti abiti blu metallico, eseguono una coreografia sullo sfondo di una grande vetrata. Nella scena principale ambientata nel salone, le cantanti ballano utilizzando gli sgabelli tipici dei coiffeur. All'improvviso entra anche una drag queen, che getta a terra la propria parrucca, lamentandosi del lavoro del negozio. L'abbigliamento e il look delle 4 ragazze è piuttosto kitsch: nella scena del salone vestono abiti rosa e bianchi, in tinta con l'arredamento del locale, mentre nella scena dei ragazzi in vetrina, indossano delle mise optical-zebrate.

## Riconoscimenti
Nonostante le critiche il pezzo è stato inserito dalla rivista Q nella lista delle mille e una canzoni migliori di tutti i tempi, tra i migliori dieci brani R&B. Inoltre questo è stato il primo brano della band a ricevere una nomination ai Grammy, nello specifico in due categorie: come Best R&B Performance by a Group or a Duo e Best R&B Song. La webzine Pitchfork, che è solitamente attenta soprattutto agli artisti più underground e alternativi, ha inserito il brano nella lista delle 200 migliori canzoni degli anni 1990 alla posizione 155, definendolo un "grande brano di nervoso R&B post-Timbaland".

## Successo commerciale
Nonostante le critiche il pezzo è stato inserito dalla rivista Q nella lista delle mille e una canzoni migliori di tutti i tempi, tra i migliori dieci brani R&B. Il singolo è il primo della band ad aver raggiunto il numero 1 nella Billboard Hot 100. Entrato al numero 84, ha raggiunto la prima posizione solo 5 settimane più tardi, rimanendo in classifica 20 settimane. Nella Hot R&B/Hip-Hop Singles & Tracks è stato il secondo singolo della band a raggiungere il numero 1 dopo No, No, No dell'anno precedente. Bills, Bills, Bills è rimasto alla prima posizione per nove settimane consecutive, più di qualunque altro singolo del 1999 e di tutti i singoli del gruppo in generale. Il singolo è stato classificato nono tra i brani che hanno venduto di più nel 1999 ed è uno dei pochi della band ad essere stato certificato disco d'oro. in patria. Nella classifica R&B di fine anno, il singolo è stato inserito alla quinta posizione tra i cento brani R&B di maggior successo del 1999.
Nel Regno Unito ha raggiunto la sesta posizione, vendendo più di 165 000 copie. In Nuova Zelanda è stato il primo singolo della band ad entrare nella top15, raggiungendo la posizione numero dodici. In Australia è stato il loro primo singolo a entrare in classifica, arrivando al numero ventisei. Sia in Canada che nei Paesi Bassi ha raggiunto la posizione numero nove, mentre nel Belgio olandofono è stata la prima canzone del gruppo ad entrare in classifica, raggiungendo il numero otto e passando tredici settimane in classifica. In Francia il singolo è arrivato alla posizione numero venti, diventando il primo singolo della band ad essere entrato nella top20. In Svizzera e in Svezia invece il pezzo non è riuscito a superare il successo di No, No, No come è avvenuto in quasi tutti gli altri paesi, essendo arrivato al numero ventotto nelle classifiche svizzere e al numero trenta in quelle svedesi, contro le posizioni numero tredici e quindici raggiunte da No, No, No nelle rispettive classifiche.

## Classifiche

### Classifiche settimanali
| Classifica (1999-2021) | Posizione massima |
| ---------------------- | ----------------- |
| Australia              | 26                |
| Belgio (Fiandre)       | 8                 |
| Belgio (Vallonia)      | 10                |
| Canada                 | 9                 |
| Francia                | 20                |
| Germania               | 19                |
| Grecia                 | 94                |
| Irlanda                | 17                |
| Nuova Zelanda          | 12                |
| Paesi Bassi            | 9                 |
| Regno Unito            | 6                 |
| Stati Uniti            | 1                 |
| Svezia                 | 30                |
| Svizzera               | 28                |

## Tracce

### Stati Uniti
12" Promo
Side A
1. Bills, Bills, Bills (Maurice's Xclusive Livegig Mix) - 7:12
2. Bills, Bills, Bills (Maurice's Xclusive Dub Mix) - 8:03

Side B
1. Bills, Bills, Bills (Digital Black-N-Groove Mix) - 7:22
2. Bills, Bills, Bills (Album Version) - 4:16

12" Single
Side A
1. Bills, Bills, Bills (Album Version) - 4:16
2. Bills, Bills, Bills (Digital Black-N-Groove Club Mix) - 7:16
3. Bills, Bills, Bills (A Capella) - 4:00

Side B
1. Bills, Bills, Bills (Maurice's Xclusive Livegig Mix) - 7:33
2. Bills, Bills, Bills (Maurice's Xclusive Dub Mix) - 8:04

CD Maxi-Single
1. Bills, Bills, Bills (Album Version) - 4:16
2. Bills, Bills, Bills (Digital Black-N-Groove Club Mix) - 7:07
3. Bills, Bills, Bills (A Capella) - 4:02
4. Bills, Bills, Bills (Maurice's Xclusive Livegig Mix) - 7:34
5. Bills, Bills, Bills (Maurice's Xclusive Dub Mix) - 8:03

### Regno Unito
CD Maxi-Single
1. Bills, Bills, Bills - 4:16
2. Bills, Bills, Bills (I Can't Go For That Remix) - 3:57
3. No, No, No (Part II) (featuring Wyclef Jean) - 3:30

### Francia
12" Single
Side A
1. Bills, Bills, Bills - 4:16
2. I Can't Go For That (Bills, Bills, Bills Remix) - 3:57

Side B
1. I Can't Go For That (Bills, Bills, Bills Remix - Radio Edit) - 3:38
2. I Can't Go For That (Bills, Bills, Bills Remix - W/O Rap) - 3:22

CD Single
1. Bills, Bills, Bills - 4:16
2. I Can't Go For That (Bills, Bills, Bills Remix) (Radio Edit) - 3:38

### Austria
CD Maxi-Single
1. Bills, Bills, Bills - 4:16
2. I Can't Go For That (Bills, Bills, Bills Remix) (Radio Edit) - 3:38
3. I Can't Go For That (Bills, Bills, Bills Remix) - 3:57
4. No, No, No (Part I) - 4:07
5. With Me (Part II) - 4:14

## Cover
Il pezzo è stato reinterpretato nel 2011 da Darren Criss per la colonna sonora del telefilm Glee, pubblicato come singolo digitale e raccolto nell'album Glee presents: The Warblers.